# Noordse erebia
De noordse erebia (Erebia disa) is een vlinder uit de onderfamilie Satyrinae van de familie Nymphalidae, de vossen, parelmoervlinders en weerschijnvlinders.
De noordse erebia komt voor in het noorden van Noorwegen, Zweden en Finland. De vlinder vliegt op hoogtes van 350 tot 500 meter boven zeeniveau. De soort leeft in moerasig terrein zonder bomen omgeven door bos.
De soort vliegt in een jaarlijkse generatie in juni en juli. De vlinder heeft een spanwijdte van 42 tot 48 millimeter. De rupsen overwinteren tweemaal. De noordse erebia gebruikt grassen als waardplanten.